# Liste der Kulturdenkmäler in Schankweiler
In der Liste der Kulturdenkmäler in Schankweiler sind alle Kulturdenkmäler der rheinland-pfälzischen Ortsgemeinde Schankweiler aufgeführt. Grundlage ist die Denkmalliste des Landes Rheinland-Pfalz (Stand: 27. Juni 2022).

## Einzeldenkmäler
| Bezeichnung                          | Lage                               | Baujahr                              | Beschreibung | Bild                           |
| ------------------------------------ | ---------------------------------- | ------------------------------------ | --- | ------------------------------ |
| Brücke                               | Holsthumer Straße Lage             | Ende des 19. Jahrhunderts            | Brücke; zweibogiger Steinbau, ausgehendes 19. Jahrhundert | BW                             |
| Wohnhaus                             | Holsthumer Straße 17 Lage          | um 1800                              | zweiachsiges Wohnhaus, um 1800 | Fotos hochladen                |
| Wegekreuz                            | Holsthumer Straße, vor Nr. 17 Lage | nach 1700                            | aufwändig reliefiertes Schaftkreuz, kurz nach 1700, Rocaille jünger | Fotos hochladen                |
| Tür                                  | Holsthumer Straße, an Nr. 21 Lage  | um 1900                              | Türblatt, späthistoristisch | BW                             |
| Katholische Filialkirche St. Michael | Kirchweg 2 Lage                    | 1729                                 | Turm mit Treppengiebel und Chor 1729, Saal 1733; mit Ausstattung; vor der Kirche neugotisches Pfarrergrabmal, um 1869, auf dem Kirchhof Grabmal der Familie Fus-Terrens, 1914     | weitere Bilder Fotos hochladen |
| Wohnhäuser                           | Kirchweg 4 Lage                    | 180                                  | zwei Zeilenwohnhäuser mit Kniestock, bezeichnet 1804 und 1855, gegenüber Ökonomie                                                                                                 | Fotos hochladen                |
| Quereinhäuser                        | Nusbaumer Straße 12, 14 Lage       | 1792                                 | zwei Quereinhäuser, bezeichnet 1792 und 1864; Gesamtanlage mit Nischenschaftkreuz, letztes Viertel des 17. Jahrhunderts, Laufbrunnen, Hangkeller bezeichnet 1846, Kapelle um 1910 | BW                             |
| Wohnhaus                             | Nusbaumer Straße 13 Lage           | zweites Viertel des 18. Jahrhunderts | Wohnhaus mit aufwändig gestalteten Fenstern, wohl aus dem zweiten Viertel des 18. Jahrhunderts                                                                                    | BW                             |
| Rohrbacher Mühle                     | nördlich des Ortes Lage            | 1827                                 | Krüppelwalmdachbau, bezeichnet 1827 | BW                             |
| Neubrücke                            | nördlich des Ortes Lage            | Anfang des 20. Jahrhunderts          | Neubrücke über die Enz; einbogiger Rotsandsteinquaderbau, wohl vom Anfang des 20. Jahrhunderts                                                                                    | BW                             |
| Steinkistengrab                      | nordöstlich des Ortes Lage         |                                      | Steinkistengrab, ausgehende Jungsteinzeit | weitere Bilder Fotos hochladen |
| Wegekreuz                            | südlich des Ortes Lage             | Ende des 17. Jahrhunderts            | Wegekreuzfragment, Sandstein, ausgehendes 17. Jahrhundert | Fotos hochladen                |
| Schankweiler Klause                  | südlich des Ortes Lage             | 1762/63                              | Wallfahrtskapelle Maria Hilf; vierachsiger Putzbau mit Dachreiter, 1762/63; mit Ausstattung; südlich wohl Kapelle, 1730, Anfang des 19. Jahrhunderts Umbau zum Wohnhaus           | weitere Bilder Fotos hochladen |

## Ehemalige Kulturdenkmäler
| Bezeichnung | Lage                     | Baujahr | Beschreibung | Bild |
| ----------- | ------------------------ | ------- | --- | ---- |
| Gasthaus    | Holsthumer Straße 6 Lage | 1855    | Gasthaus; lisenengegliederter Putzbau, bezeichnet 1855, Brennerei, rückwärtiger Anbau 1929; aus Denkmalliste gelöscht und abgebrochen | BW   |